# 大中駅
大中駅（おおなかえき）は、岐阜県郡上市白鳥町大島にある、長良川鉄道越美南線の駅である。駅番号は32。

## 歴史
- 1933年（昭和8年）7月5日：鉄道省越美南線郡上八幡駅 - 美濃白鳥駅間開通時に開設[1][2]。旅客・貨物取扱開始[2]。
- 1974年（昭和49年）
  - 10月1日：貨物取扱廃止[1][2]。
  - 12月1日：荷物扱い廃止[4]、無人駅化[3]。
- 1986年（昭和61年）12月11日：越美南線が長良川鉄道へ転換、同社の駅となる[1][2]。

## 駅構造

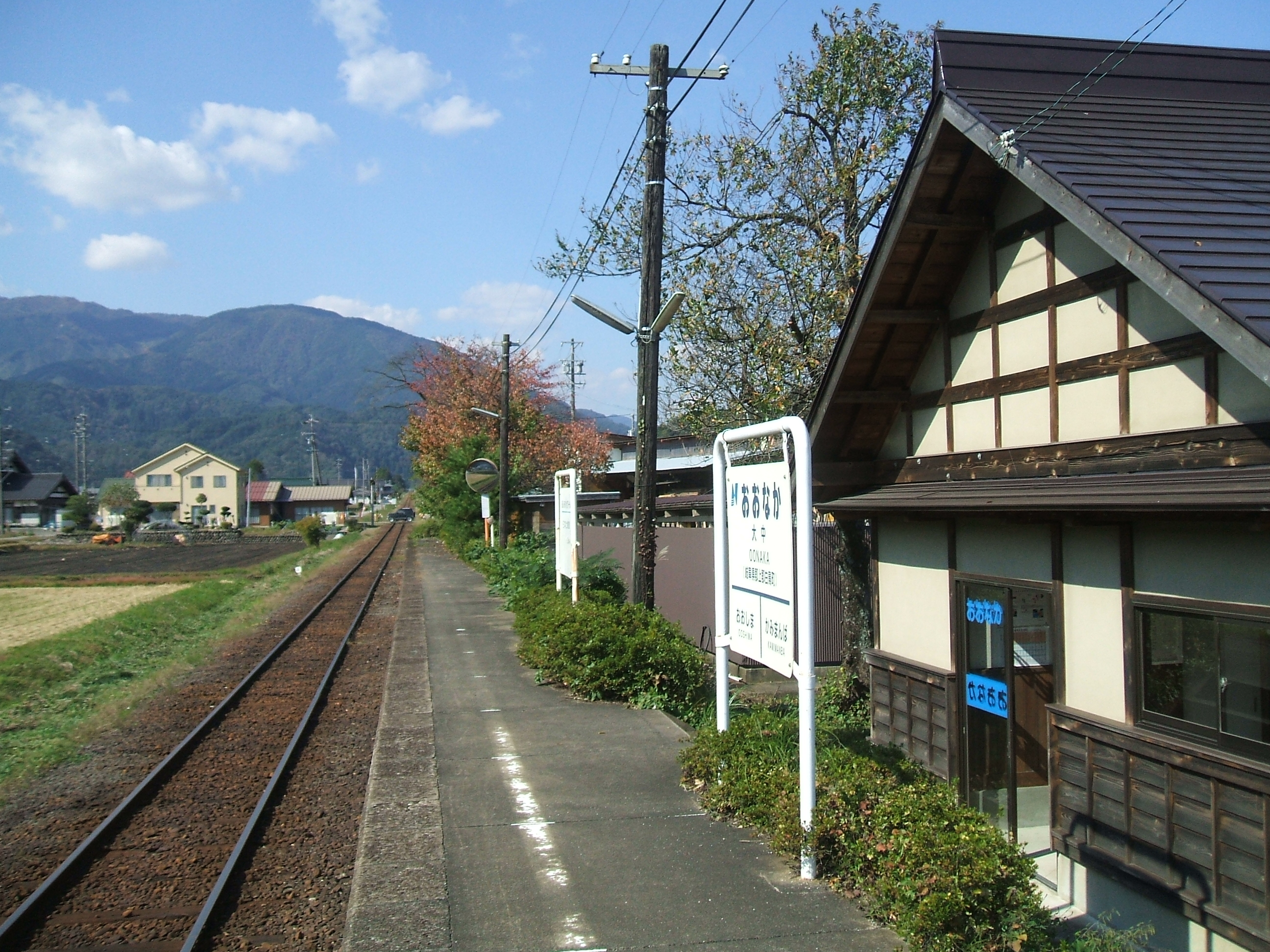
ホーム（2009年10月）

単式ホーム1面1線を有する地上駅。ホームには中程から上り寄りにある階段から出入りし、駅舎は階段下にある。
無人駅。自動券売機は設置されていない。

## 利用状況
| 年度               | 1日平均乗車人員 |
| ------------------ | --------------- |
| 2011年（平成23年） | 2               |
| 2012年（平成24年） | 5               |
| 2013年（平成25年） | 2               |
| 2014年（平成26年） | 3               |
| 2015年（平成27年） | 2               |

## 駅周辺
- 国道156号
- 白鳥交通郡上八幡白鳥線：大中駅前停留所
- 岐阜県道52号白鳥板取線
- 長良川
- 宝林寺
- 郡上市立大中小学校
- 白鳥ボウリングセンター

## 隣の駅
長良川鉄道
■越美南線
上万場駅（31） - 大中駅（32） - 大島駅（33）